# Église Moïse-et-Aaron
L'église Moïse-et-Aaron (officiellement église Saint-Antoine-de-Padoue) est une église catholique d'Amsterdam. Elle est située sur le Waterlooplein.
Elle est issue d'une communauté clandestine administrée par les franciscains, située à l'origine dans une maison de Jodenbreestraat. Le bâtiment actuel a été construit dans le style néo-classique par Tilman-François Suys en 1837-1841.